# ニジマスの今宵も一緒に踊りましょ
『ニジマスの今宵も一緒に踊りましょ？』（ニジマスのこよいもいっしょにおどりましょ？）は、2019年7月2日から2022年10月まで、毎週火曜23時00分 - 23時30分にFM FUJIで放送されていたラジオ番組である。

## 概要
2019年6月13日に26時のマスカレイドofficial siteで、FM FUJIにてレギュラーラジオ番組が始まることが発表された。
正式な表記は『GIRLS♥GIRLS♥GIRLS =RED ZONE= ニジマスの今宵も一緒に踊りましょ？』（ニジマスのこよいもいっしょにおどりましょ？）となり、FM FUJIとニジマスの名前からフジマスとの愛称で呼ばれている。
2020年春改編で放送時間が月曜20時からの1時間（FULL BOOST枠）に変わると共に、タイトルも「フジマスカレイディオ」に改められ、名実共に「フジマス」となった。
2022年10月、26時のマスカレイドが解散したため終了。

## 出演者
メインパーソナリティ
- 26時のマスカレイド

各回ごとの出演メンバーは以下の通り。
| 回 | 放送日         | メンバー                                           | 備考 | 江嶋 | 大門 | 来栖 | 吉井 | 森  |
| -- | -------------- | -------------------------------------------------- | ---- | ---- | ---- | ---- | ---- | --- |
| 1  | 2019年07月02日 | 江嶋綾恵梨、大門果琳、来栖りん、吉井美優、森みはる |      | 〇   | 〇   | 〇   | 〇   | 〇  |
| 2  | 2019年07月09日 | 江嶋綾恵梨、大門果琳、来栖りん、吉井美優、森みはる |      | 〇   | 〇   | 〇   | 〇   | 〇  |
| 3  | 2019年07月16日 | 江嶋綾恵梨、吉井美優、森みはる                     |      | 〇   |      |      | 〇   | 〇  |
| 4  | 2019年07月23日 | 江嶋綾恵梨、吉井美優、森みはる                     |      | 〇   |      |      | 〇   | 〇  |
| 5  | 2019年07月30日 | 大門果琳、来栖りん、吉井美優                       |      |      | 〇   | 〇   | 〇   |     |
| 6  | 2019年08月06日 | 大門果琳、来栖りん、吉井美優                       |      |      | 〇   | 〇   | 〇   |     |
| 7  | 2019年08月13日 | 江嶋綾恵梨、大門果琳、森みはる                     |      | 〇   | 〇   |      |      | 〇  |
| 8  | 2019年08月20日 | 江嶋綾恵梨、大門果琳、森みはる                     |      | 〇   | 〇   |      |      | 〇  |
|    | 出演回数       |                                                    |      | 6回  | 6回  | 4回  | 6回  | 6回 |